# St-Martin-des-Champs

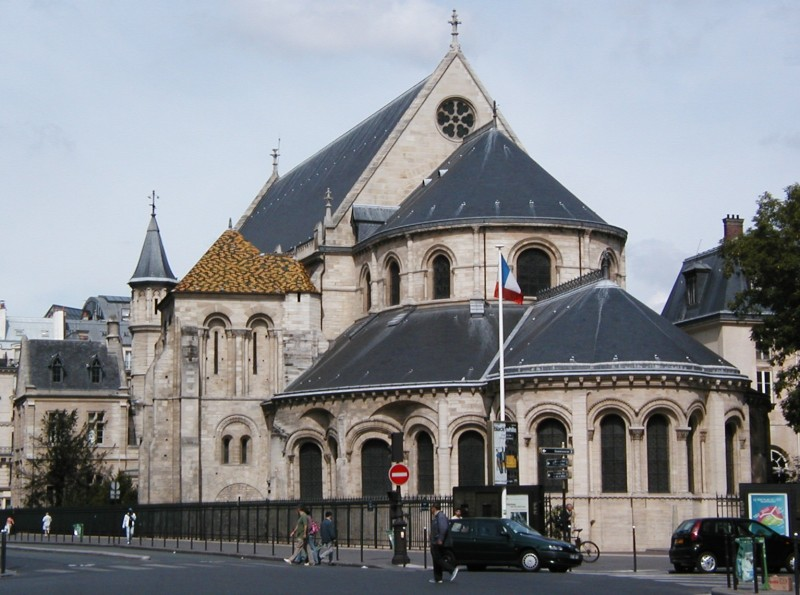
Saint-Martin-des-Champs

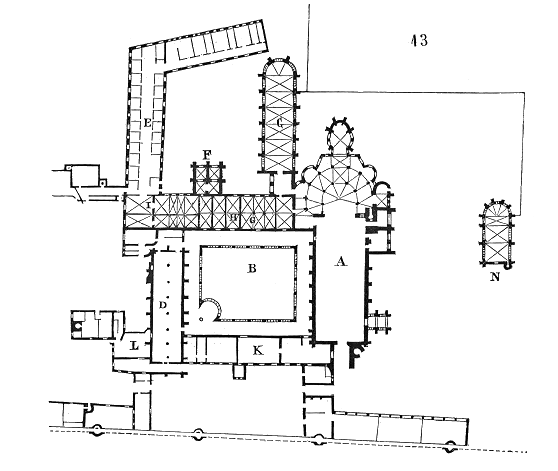
Plan von Saint-Martin nach Viollet-le-Duc

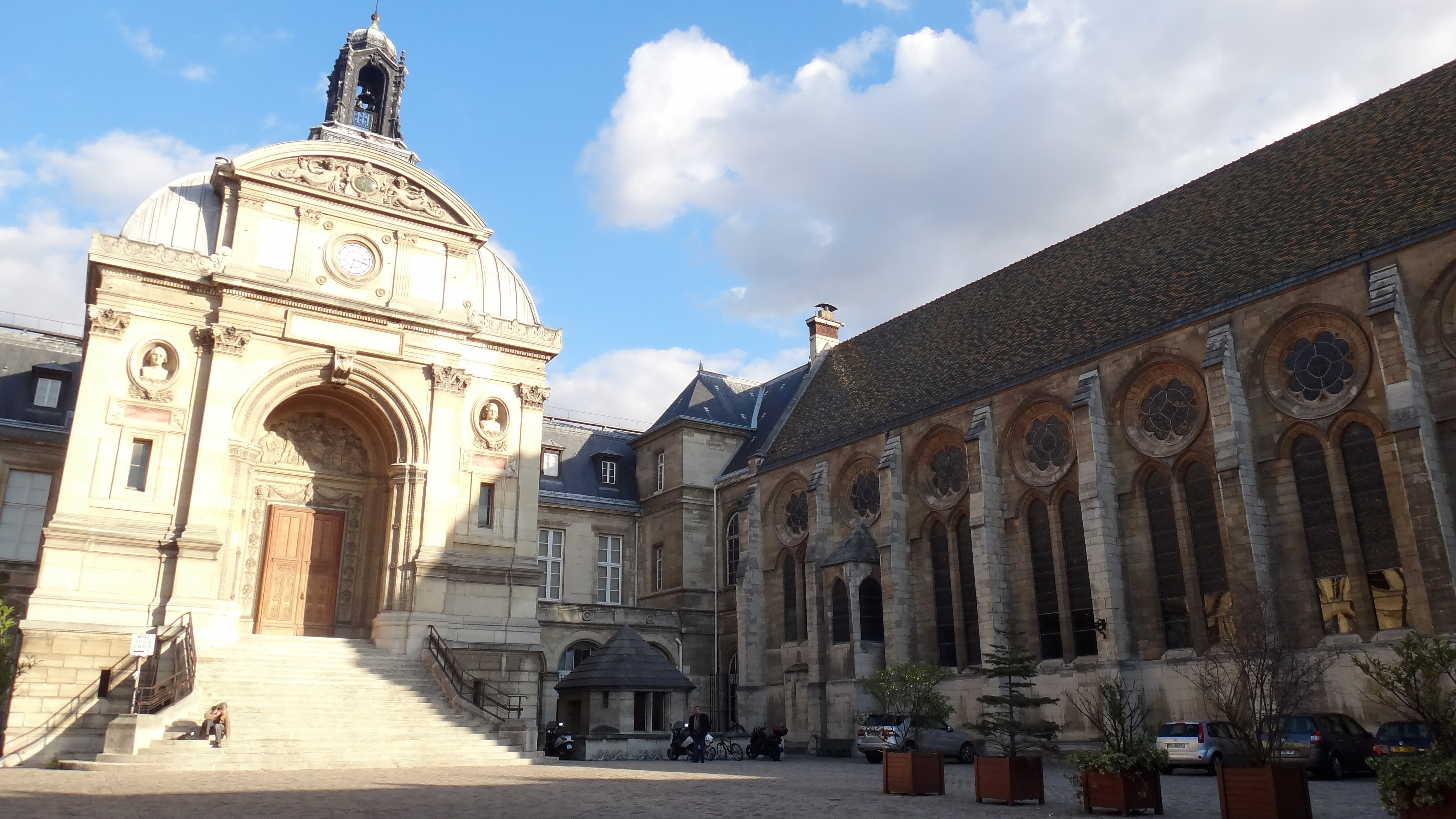
Auf der rechten Bildhälfte das erhaltene gotische Refektorium der Abtei Saint-Martin, heute Teil der Bibliothek des Conservatoire national des arts et métiers

Saint-Martin-des-Champs (St. Martin in den Feldern) ist die im 12. und 13. Jahrhundert errichtete ehemalige Klosterkirche einer gleichnamigen, während der Französischen Revolution aufgelösten Abtei beziehungsweise Priorei, deren Name sich von ihrer ursprünglichen Lage in den sich nördlich von Paris entlang der alten Römerstraße nach Soissons erstreckenden Feldern ableitet. Von der einst bedeutenden Klosteranlage, die der früheren, im heutigen 3. Arrondissement gelegenen Römerstraße ihren Namen Rue Saint-Martin gab, sind einzig das Kirchengebäude und das ehemalige Refektorium erhalten. Sie befinden sich im Besitz der Kunst- und Gewerbeschule Conservatoire national des arts et métiers, die in der Kirche Exponate des ihr angeschlossenen Musée des arts et métiers zeigt und das Refektorium als Bibliothek nutzt (siehe dort).

## Abtei und Priorei Saint-Martin-des-Champs
Die Abtei Saint-Martin-des-Champs ging aus einer seit dem 8. Jahrhundert vor den Toren der Stadt bezeugten Mönchsgemeinschaft hervor. Sie wurde 1060 von Heinrich I. (bzw. seiner Ehefrau Anna von Kiew) unter königlichen Schutz gestellt und neu organisiert. 1079 wurde Saint-Martin in eine Priorei der Abtei Cluny umgewandelt.
Um das Kloster entwickelte sich der gleichnamige Ort, der zur Zeit des Baus der Stadtmauer Philipp Augusts (1190–1210) noch außerhalb der Stadt lag, mit dem Bau der Stadtmauer unter Étienne Marcel (ab 1356) aber eingemeindet wurde.
Die Kirche, bei der sich romanische und gotische Stilelemente mischen, wurde im 12. und 13. Jahrhundert errichtet. Die Apsis datiert aus den 1130er Jahren, das gotische Refektorium wurde in den 1235er Jahren von Pierre de Montreuil, dem Architekten der Sainte-Chapelle gebaut. Die Klosterbauten stammen von Antoine vom Ende des 18. Jahrhunderts.
Nach der Auflösung des Klosters durch die Französische Revolution wurde 1798 das Conservatoire nationale des arts et métiers hier untergebracht, deren aktuelle Bauten ab 1845 von Léon Vaudoyer errichtet wurden. Die Kirche ist heute ein Annex des Musée des arts et métiers (hier befindet sich das Original des Foucaultschen Pendels), das Refektorium wurde zur Bibliothek.

## Kirchengebäude
Der Chor ist der älteste erhaltene Teil der Kirche und stammt aus dem zweiten Viertel des 12. Jahrhunderts. Er gilt als Übergang zwischen Romanik und Gotik und ist aus diesem Grund ein wichtiger Bau in der französischen Architekturgeschichte. Der Chorumgang ist noch als romanisches Kreuzgratgewölbe ausgeführt, welches aber von den frühgotischen Rippen der Kapellen aufgefangen wird. Hier wurde erstmals versucht, den Chorumgang und die Kapellen räumlich miteinander zu verbinden, was eine klare Abkehr von der Romanik war, die Chorumgang und Kapellen immer strikt trennte. Es wurden sogar die sonst üblichen trennenden Zungenmauern weggelassen, so dass die Kapellen ineinander übergehen. Somit war hier schon das Muster eines doppelten Umganges gebildet, der später bei der Notre Dame als definitive Form der Gotik zur Anwendung kam. Man erkennt aber klar, dass beim Bau der Kirche von St-Martin-des-Champs die Bauleute noch unsicher waren hinsichtlich der Verwendung der neuen Formen. Aus dem 13. Jahrhundert stammt das schlichte, einschiffige Langhaus. Das Refektorium ist ein zweischiffiger, gotischer Bau.

## Orgel
Die Orgel stammt aus der 2. Hälfte des 19. Jahrhunderts und wurde von Aristide Cavaillé-Coll erbaut. Das Instrument hat 19 Register auf zwei Manualen und Pedal. Die Spiel- und Registertrakturen sind mechanisch.

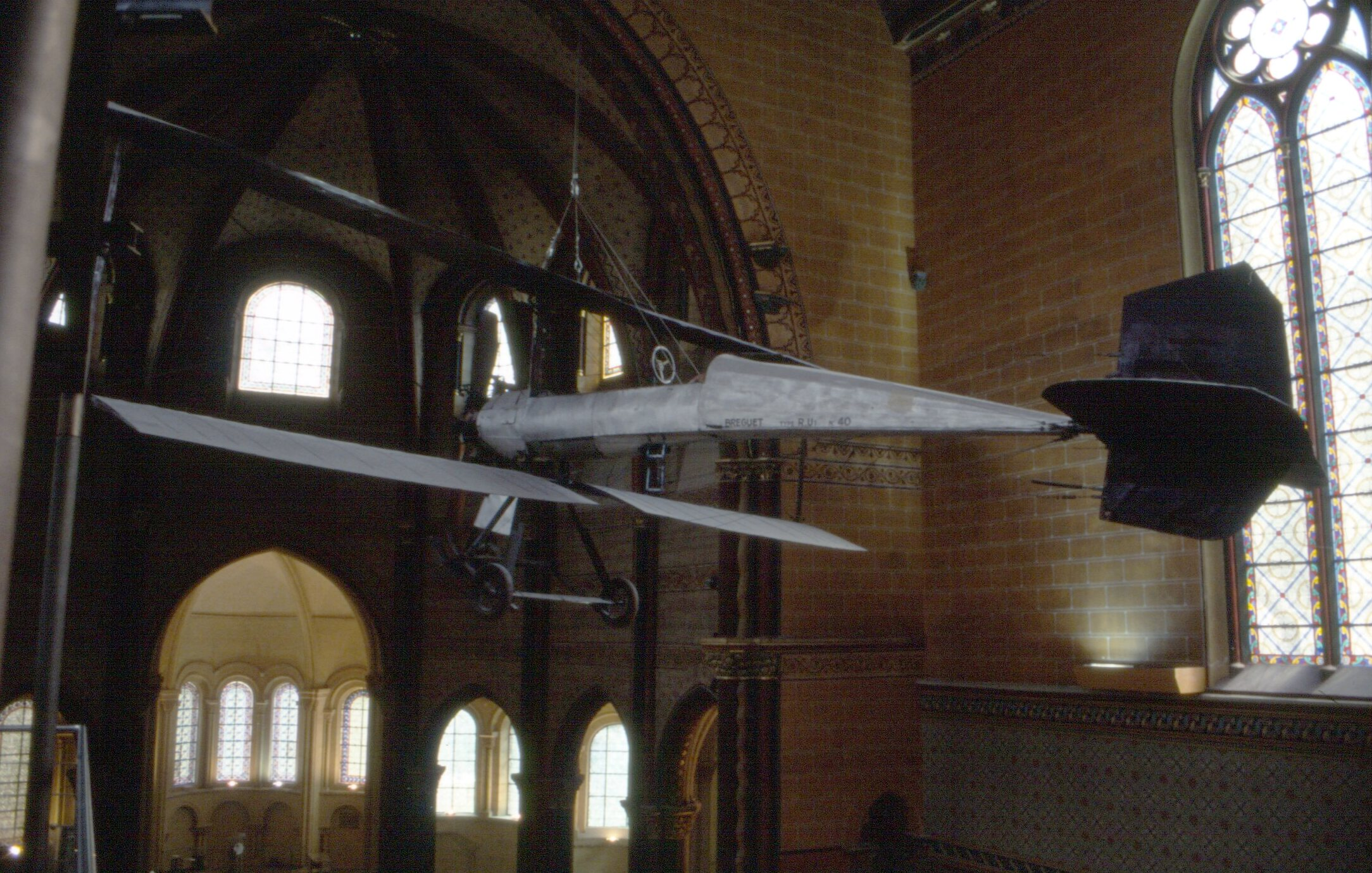
Exponat des Musée des arts et métiers in der ehemaligen Klosterkirche St-Martin-des-Champs

| I Grand Orgue C–g3 |                  |     |
| 1.                 | Bourdon          | 16′ |
| 2.                 | Montre           | 8′  |
| 3.                 | Bourdon          | 8′  |
| 4.                 | Flûte harmonique | 8′  |
| 5.                 | Salicional       | 8′  |
| 6.                 | Prestant         | 4′  |
| 7.                 | Plein-jeu III    |     |
| 8.                 | Trompette        | 8′  |

| II Récit expressif C–g3 |                  |       |
| 9.                      | Cor de nuit      | 8′    |
| 10.                     | Viole de gambe   | 8′    |
| 11.                     | Voix céleste     | 8′    |
| 12.                     | Flûte octaviante | 4′    |
| 13.                     | Nasard           | 2 ⁄3′ |
| 14.                     | Trompette        | 8′    |
| 15.                     | Basson-hautbois  | 8′    |
|                         | Tremblant        |       |

| Pédale C–f1 |             |     |
| 16.         | Contrebasse | 16′ |
| 17.         | Soubasse    | 16′ |
| 18.         | Basse       | 8′  |
| 19.         | Bombarde    | 16′ |

- Koppeln: II/I, I/P, II/P

## Heutige Verwendung
Heute gehören die Kirche und das Refektorium zum Musée des arts et métiers. Das Langhaus bildet den Saal unter dem Titel „Pantheon der Technik“. Hier befinden sich einige sehr wertvolle Meilensteine der Technikgeschichte, so der Gasmotor von Lenoir und der erste dampfbetriebene Autobus von Amédée Bollée. Das Foucaultsche Pendel hingegen befindet sich im Kirchenchor. Das Refektorium beherbergt die Bibliothek und ist für normale Museumsbesucher nicht zugänglich.